# 茱莉亞·科赫
茱莉亞·瑪格麗特·弗雷斯赫·科赫（英語：Julia Margaret Flesher Koch，1962年4月12日—），是美國社交名媛和慈善家，也是世界上最富有的女性之一。截至2022年8月，《福布斯》估計她的淨資產為579億美元。

## 慈善事業
科赫擔任大衛·科赫基金會總裁。她以前是美國芭蕾舞學院的董事會成員。在她亡夫生前時，他們向林肯表演藝術中心、大都會藝術博物館和美國國立自然史博物館等機構捐款。

## 外部鏈接
- 官方网站
- Julia Koch – David H. Koch Foundation （页面存档备份，存于）